# Ulesie (województwo śląskie)
Ulesie – wieś w Polsce, położona w województwie śląskim, w powiecie częstochowskim, w gminie Dąbrowa Zielona.
| SIMC    | Nazwa          | Rodzaj     |
| ------- | -------------- | ---------- |
| 0131067 | Zagony         | przysiółek |
| 0131073 | Żelazna Struga | przysiółek |

W latach 1975–1998 wieś należała administracyjnie do województwa częstochowskiego.